# Municipio de Rock (condado de Mitchell)
El municipio de Rock (en inglés: Rock Township) es un municipio ubicado en el condado de Mitchell en el estado estadounidense de Iowa. En el año 2010 tenía una población de 304 habitantes y una densidad poblacional de 3,26 personas por km².

## Geografía
El municipio de Rock se encuentra ubicado en las coordenadas 43°17′29″N 92°57′19″O / 43.29139, -92.95528. Según la Oficina del Censo de los Estados Unidos, el municipio tiene una superficie total de 93.21 km², de la cual 92,87 km² corresponden a tierra firme y (0,36 %) 0,34 km² es agua.

## Demografía
Según el censo de 2010, había 304 personas residiendo en el municipio de Rock. La densidad de población era de 3,26 hab./km². De los 304 habitantes, el municipio de Rock estaba compuesto por el 99,01 % blancos, el 0,66 % eran asiáticos y el 0,33 % eran de una mezcla de razas. Del total de la población el 0 % eran hispanos o latinos de cualquier raza.